# Phénomène (film, 2022)
 (juillet 2025).
Pour les articles homonymes, voir Phénomène (homonymie).
Pour plus de détails, voir Fiche technique et Distribution.
Phénomène est un court métrage belge réalisé par Pascal Adant et sorti en 2022. Le film aborde la question de la prostitution étudiante, aggravée durant la pandémie de Covid-19.

## Synopsis
Seule dans sa chambre, une étudiante en médecine (Mathilde Daffe) n'arrive pas à se concentrer sur ses études. Elle doit trouver rapidement un moyen de payer son loyer.

## Fiche technique
- Titre : Phénomène
- Réalisation : Pascal Adant
- Scénario : Pascal Adant
- Production : Pascal Adant
- Montage : Pascal Adant
- Lieux de tournage : Gand, Paris
- Durée : 10 minutes
- Pays :  Belgique
- Langue : anglais
- Format : 2.35:1, Couleur

## Distribution
- Mathilde Daffe : Kelly

## Autour du film
Le film a été tourné en équipe réduite durant la pandémie de Covid-19. Toutes les actrices, étudiantes ou jeunes diplômées, rencontrées par le réalisateur pendant le casting se sentaient très concernées par le thème du film. Chacune connaissait au moins un camarade de classe qui s’était tourné vers la prostitution, ou avait envisagé de le faire, pour financer ses études.[réf. nécessaire]